# Mnemotechnická pomůcka

Slon africký má boltce ve tvaru mapy Afriky, slon indický ve tvaru Indie

Mnemotechnická pomůcka (z řec. μνήμη mnḗmē = „paměť, vzpomínka“ a τέχνη téchnē = „umění“) je slovní či grafická konstrukce podporující zapamatování nebo zpracování informace mozkem pomocí přidružení představ či jiných informací. Často se užívá k zapamatování seznamů. Několik slov nebo věta, v níž počáteční písmena tvoří slovo, větu nebo seznam určený k zapamatování, se nazývá akrostich.

## Příklady mnemotechnických pomůcek

### Cizí jazyky
- esperanto – koncovky jednotlivých časů: přítomný čas – koncovka as, co bylo kdys – koncovka is, pro budoucnost – koncovka os.
- ruština – MOTÁK – písmena, která se píšou v ruské tiskací azbuce (cyrilici) stejně jako v latince: M, O, T, A, K
- němčina – sloveso verstehen se v němčině pojí se 4. pádem, česká obdoba rozumět se 3. pádem; pomůže přeložit si verstehen etwas (4. p.) jako chápat něco (4. p. jako v němčině)
- indoevropské pády dle vývoje: NoVoAktivní Gen Lokalizuje Datla Ivana Ablata (No – nominativ, Vo – vokativ(!), Ak – akuzativ, Ge – genitiv, Lo – lokativ, Da – dativ, In – instrumentál, Ab – ablativ)
- V angličtině se často plete EVEN/ODD:  
  - EVEN = 4 písmena (= SUDÝ počet)
  - ODD = 3 písmena (= LICHÝ počet)

### Čeština
- Na zapamatování obojetných souhlásek se užívá mnemotechnická pomůcka BeFeLeMe Pes Se VeZe (obojetné hlásky: B F L M P S V Z).
- Vyjmenovaná slova po B: Být je pěkné, když je kde bydlet, jsem obyvatel, když mám byt, nebo aspoň příbytek, ve kterém je nábytek, nejsem přece dobytek. Obyčej je umýt si obličej, abych byl bystrý. Bylina není kobyla a už vůbec ne býk se jménem Přibyslav.
- Zapamatování si toho, kdy se v češtině používá zájmeno mě a kdy mně: mě (2 písmena) se používá ve 2. a 4. pádě (ode mě, slyšel mě), což jsou násobky čísla 2; mně (3 písmena) se používá ve 3. a 6. pádě, což jsou násobky čísla 3. Jinou často používanou pomůckou je podobnost s tvary druhé osoby, v nichž se tolik nechybuje, protože se liší i výslovností. Např. tebe → mne, tobě → mně, tě → mě, ti → mi. Tato pomůcka však nevyhovuje lidem, kterým dělají potíže alternativní tvary 2. a 4. pádu, zejména proto, že ve 2. pádě se tě používá zřídka, a snaží se hledat podobnost mezi tvary tebe a mě.
- zapamatování si skupiny „mně“ v některých slovech: Připomněl zapomnětlivému, aby si vzpomněl na domněnku o pomněnce. Pomni, abys nezapomněl, že ve slovech pomněnka a domněnka se píše mně.
- Že-ne je bída. – -e, -ne, -je, -í, -á – slovesné třídy
- nebo také: Pyre-ne-je í-á – -e, -ne, -je, -í, -á
- počůrává – pád, číslo, rod a vzor – mluvnické kategorie podstatných jmen
- vi- na začátku slova : „Vidím viset vidličku na větvi, jak se viklá, povídal vítr vínu, když se vinul přes visutý most.“
- i po v : viděl jsem z vikýře viseti viníka, vítr s ním viklal, víly se mu zjevily, vířily kolem něho, na krk mu uvily věnec a měly radost, že nad ním zvítězily
- Psaní „mě“ a „mně“ – vzor „Jirka“  – tam kde jsou 2 slabiky a 3 slabiky – kde je „Jir/ku“ – píšeme m/ě, kde „Jir/ko/vi“ – píšeme „m/n/ě“. Stejné je to s „ji“ a „jí“ apod.
- Slovo novelistka je složeno z deseti nejfrekventovanějších písmen české abecedy.[1]

### Hudba
- Braprodali dvě hutače(r)vi: Smetanovy opery (Braniboři v Čechách, Prodaná nevěsta, Dalibor, Libuše, Dvě vdovy, Hubička, Tajemství, Čertova stěna)
  - Braniboři ProDaLi Dvě HuTaČeVi. (Braniboři v Čechách, Prodaná nevěsta, Dalibor, Libuše, Dvě vdovy, Hubička, Tajemství, Čertova stěna, Viola)
  - Byla jedna Prodaná nevěsta, jmenovala se Libuše Viola, měla ráda Dalibora. Sešli se u Čertovy stěny, dali si Hubičku, viděly to Dvě vdovy, řekly to Braniborům v Čechách a už to nebylo žádné Tajemství.
  - Byla jedna Libuše Viola a ta měla ráda Dalibora. Bylo to jejich Tajemství. Scházeli se u Čertovy stěny, tam dali si Hubičku, viděly to Dvě vdovy. Bylo to v době kdy byli Braniboři v Čechách. Z Libuše se pak stala Prodaná nevěsta.
  - Když byli Braniboři v Čechách, dala Prodaná nevěsta jménem Libuše Viola Daliborovi Hubičku u Čertovy stěny. Dověděly se to Dvě vdovy a bylo po Tajemství.
  - "Byla jedna Prodaná nevěsta, jmenovala se Libuše, měla ráda Dalibora, šli za Čertovu stěnu, tam si dali Hubičku, viděli to Dvě vdovy, řekly to Braniborům v Čechách a ti toto Tajemství pošeptali do staré Violy."

- Emil hodil granát do atomové elektrárny. – Počáteční písmena slov označují struny na kytaře.
- Guidonská ruka – systém používaný při zpěvu z listu

### Přírodní vědy

#### Astronomie
- Spektrální třídy hvězd dle jejich teploty (sestupně): Oh Be A Fine Girl, Kiss Me
- Lunární fáze: Měsíc „dorůstá“ nebo a „couvá“ – v první čtvrti připomíná písmeno D a po úplňku se jeho tvar postupně mění na C. Naproti tomu staří Římané říkali, že „Měsíc je ten největší lhář“, neboť v latině „Crescit“ znamená „Dorůstá“ a „Decrescit“ znamená „Couvá“.
- Názvy planet: My Very Educated Mother Just Served Us Nougat (Merkur, Venuše, Earth – Země, Mars, Jupiter, Saturn, Uran, Neptun)

#### Biologie
- Ivan ProMetá Anně Tělo. nebo Prometeus a Anna pásli tele. – Fáze buněčného dělení: (Interfáze), profáze, metafáze, anafáze, telofáze.
- Zadek – vitamíny rozpustné v tucích (A, D, E, K)
- DEKA – vitamíny rozpustné v tucích (A, D, E, K)
- Dub letní a dub zimní – Dub letní má kraťasy (a tudíž krátkou stopku listu = řapík), zatímco dub zimní má dlouhé nohavice (a dlouhou stopku).
- Slon africký má boltce ve tvaru mapy Afriky, slon indický ve tvaru Indie.
- Velbloud jednohrbý – dromeDár (Camelus dromedarius) má na hřbetě D (jeden hrb), velbloud dvouhrbý – draBař (Camelus ferus bactrianus) má na hřbetě B (dva hrby).
- Rozlišení korálovky a korálovce podle střídání barvených proužků anglicky: Red on yellow – deadly fellow. Red on black – venom lack a česky: Červená a černá – jedu v sobě nemá. Červená a žlutá – smrt tu číhá krutá. Oba hadi mají na červeném podkladu žluté a černé proužky, u jedovatého korálovce sousedí s podkladem žlutá, u neškodné korálovky černá.

#### Fyzika
- Perioda – sekunda. – Jednotkou periody je sekunda.
- Cívka jako dívka: nejdřív napětí, potom proud. – V obvodu s ideální cívkou je napětí fázově posunuto o π/2 před proudem (u kondenzátoru naopak).
- NPN [en-pé-en], šipka ven – Ve schematickém zobrazení je u tranzistoru NPN zobrazena šipka ven, u tranzistoru PNP dovnitř.
- PNP – Pojď Na Pivo – šipka dovnitř
- NPN – Nechoď, Pivo Není – šipka ven.
- PNP – Píchej do báze
- NPN – Nepíchej do báze.
- Červená opice žrala zelený meloun indickému fakírovi – Nejviditelnější barvy duhy: červená, oranžová, žlutá, zelená, modrá, indigo (tmavě modrá), fialová.
- Čermák oznámil, že zítra máme fyziku – Nejviditelnější barvy duhy: červená, oranžová, žlutá, zelená, modrá, fialová.
- Číňan obličeje žlutého zamával modrým fáborem – Nejviditelnější barvy duhy: červená, oranžová, žlutá, zelená, modrá, fialová.
- Češi Obvykle Žijí Z Mála Financí – Nejviditelnější barvy duhy: červená, oranžová, žlutá, zelená, modrá, fialová.
- Čenda Honí Červenou Oteklou Žížalu Za Malou Farmou Špatným Bičem Zlomenou Stranou – Žabař – Barvy pro výpočet hodnoty rezistorů: černá, hnědá, červená, oranžová, žlutá, zelená, modrá, fialová, šedá, bílá, zlatá, stříbrná, žádná
- Proud = I, napětí = U
- U rybníka – U=R·I
- Upír – U=I·R
- Napětí se rovná odpor krát proud – kURvI – U = R×I
- Čechová oznamuje, že zítra máme fyziku – Pořadí barev ve spektru – červená, oranžová, žlutá, zelená, modrá, fialová.
- F – tzv. Lorentzova síla, Pro snadné zapamatování se používá mnemotechnická pomůcka o "Silném Bilovi": F=BIL

#### Chemie

##### Periodická tabulka prvků a prvky
- druhá perioda periodické tabulky prvků: Líbal Bedřich Boženu Celou Nahou Ó Fuj Nestyda
- skupina I.a periodické tabulky prvků: Hnědovlasá Linda Nakreslila Krásného Robota Cestou z Francie. Helenu Líbal Na Krk Robustní Cestář Franc či Lidé Našli Kurvu, Robertem Čistila Frantu (nebo také: HLÍNA-KRB-ČSFR), nebo též hlíňák (H Li Na K)
- skupina I.b periodické tabulky prvků: Cukrářka Agáta z Austrálie je na Rentgenu
- skupina II.a periodické tabulky prvků: Běžela Magda Caňonem Srážela Banány Ramenem
- skupina II.b periodické tabulky prvků: Znáš CD o Hugovi Cenném? Zničil Ceduli Hugo Coperník?
- skupina III.a periodické tabulky prvků: Božský Alkohol Gambrinus Inhaloval Tlakem nebo také Byl Aljoša Gagarin indickým tlumočníkem? nebo Bodří Alpští Galové Inky Tloukli, nebo také Beta, Alfa, Gama, Indiánská, Tlama
- skupina III.b periodické tabulky prvků: Scandující Yvetta Laskala Acumulátor
- skupina IV.a periodické tabulky prvků: Cestoval Si Germán, Sněhem Poďobán. Císař Sicilský Germány Snadno Pobil či Co Si Germáni Snaží Probodnout? či Co Si Gertrudo Snědla? Olovo? či Co si Gertrudo snědla plombu?, taky Cosi Germáni Snědli, Pak bledli.
- skupina IV.b periodické tabulky prvků: Ti Zrádní Hafani Rutherfordovi
- skupina V.a periodické tabulky prvků: Náš Pes Asi Sbaštil Bizona či Náš Pan Asistent Sbíral Bismut či Náš Pan Asistent Sbalil Biletářku
- skupina V.b periodické tabulky prvků: Velká Nubie Tancovala Dobrákům
- skupina VI.a periodické tabulky prvků: Ó Slečno Sejměte Tenkou Podprsenku. Opravdový Sedlák Sele, Tele Pohlídá. Olej, Sodovka, Smetana – Tekutá Potrava. Opět Sleduješ Senilní Televizní Pořady?
- skupina VI.b periodické tabulky prvků: Chromý Mol Wolfram Seaborg. Cromagnonci Mořili Waldemara Ságami.
- skupina VII.a periodické tabulky prvků: Franta Cloumal Brunetem, Ivan Atletem či Floutek Cleofáš Bručí Iako Atom či Fikaní Chlapci Brousili Italům Antény.
- skupina VII.b periodické tabulky prvků: Mnohé Tchyně Reklamují Bahno. Mnohá Technika Rezaví, Bohužel.
- skupina VIII.a periodické tabulky prvků: Helena Nechtěla s Arogantním Králem Xenofonem (též Xerxem) Randit nebo Herbert Nechtěl Armádní Krasavici Xenii Ranit. Helena Nechtěla – Arniku Krájíc Xenii Ranila.
- skupina VIII.b periodické tabulky prvků: Ferdinand Cobalt Ničí Rukou Rozhodnou Podstavec Osamělého Irského Planetoletu v Darmstadtu

- Lanthanoidy: Laciné Ceny Prasat Nedovolily Prométheovi Smést Europu Gdyž Théby Dýchaly Horoucí Erotickou Tmou Ybyšku Lučního nebo také Lascivní Cecílii Prznil Nadpomyšlení Smyslů Eusebius Goldman Tuberácké Dychtíci Hovado s Erekcí Tlumenou Yba (pseudoslovensky) Lupenkou
- Aktinoidy: Activita Theodorových Pazourů Urážela Nepůvabnou Pubertální Američanku Cumlající Brčkem Cafe Espreso s Famozním Mladíkem Novákem Lorenzem nebo "89 (protonové číslo Aktinia) Activních Thébanů Páchalo Ukrutné Nepřístojnosti, Půjčujíce Americký Cumel Bokakotorskému Calífovi, Esteticky Formujícího Mladého Noblesmana Lavorovicou"
- přechodné kovy – 4. perioda: Scandující Titáni Veřejně Cradli Mnoho železných (Fe) Cošů Nikterak Cupodivu Značených
- přechodné kovy – 5. perioda: Yvetu Zradil Niobius Molybden Ten,Co Ruskou RudouHvězdu Podráždil Agresivním Cadmiem
- přechodné kovy – 6. perioda: Hafali Takoví Welcí Rekové Oslavujíce Irské Ptáky Au Hugenoty

##### Pomůcky v chemii mimo periodickou tabulku
- Anoda je kladná elektroda – ve slově anoda je obsažen dvojitý klad: ano a da (да = rusky ano). To platí jen v případě vložení vnějšího napětí na elektrody (u součástek v elektrickém obvodu nebo při elektrolýze), u galvanického článku je to elektroda záporná. (Ovšem pozor: Anion je záporný ion. Lze si pamatovat aliteraci, že kation je kladný ion.) Vždy platí, že na anodě probíhá oxidace (obojí začíná samohláskou), zatímco na katodě redukce (obojí začíná souhláskou).
- Alkoholy obsahují skupinu OH.
- Makroprvky v půdě: Osel frká na K-Mg – OSiAl FeCa Na K Mg – Kyslík, křemík, hliník, železo, vápník, sodík, draslík, hořčík.
- Stupnice tvrdosti: MaSu KaKá ApaŽiKře ToKoDi –  Mastek Sůl Kalcit Kazivec Apatit Živec Křemen Topas Korund Diamant.
- vitamíny rozpustné v tucích A, D, E, K – slovo deka nebo (Z)adek.

#### Matematika
- římské číslice: Ivan Vedl Xenii Lesní Cestou Do Města (I = 1, V = 5, X = 10, L = 50, C = 100, D = 500, M = 1000)

nebo také I Vědec Xenokrates Listoval Celé Dny Matematikou nebo Lev Couvá Do Manéže nebo Letí Cihla Do Malty nebo Ivan Vašek Xénie, Lijí Cín Do Mumie. Nebo též pozpátku od 1000 MeDiCinbaL.
LaCo DoMa == LCDM
LCDM – LCD Monitor
- Pomůcka na odlišení Konvexní a konkávní křivky: Konve jsou konvexní a podloubí nad kavárnou konkávní. Nebo taktéž Do konkávy kávu nenaleješ.
- pomůcky pro zapamatování si čísla pí (pomocí počtu písmen ve slově): Sám u sebe v hlavě magického pí číslic deset mám. (9 za desetinnou čárkou); Lín a kapr u hráze prohlídli si rybáře, udici měl novou, jikrnáči neuplovou. (12 za desetinnou čárkou); Mám ó Bože ó velký pamatovat si takový cifer řád, velký slovutný Archimedes, pomáhej trápenému, dej mu moc, nazpaměť nechť odříká ty slavné sice, ale tak protivné nám, ach, číslice Ludolfovy! (30 za desetinnou čárkou)
- pomůcka(používaná hlavně ve Francii/Norsku/Rusku) pro další desetinná místa Eulerova čísla e: za 2,7 přidej dvakrát letopočet narození Verna/Ibsena/Tolstého (1828) → e=2,718281828
- tři stylizované nuly v symbolu promile označují tři nuly v číslici 1000. Ve skutečnosti původní dvě „nuly“ pocházejí z písmen zjednodušeně psaného výrazu „pro cento“ (lat. "na sto").
- goniometrické funkce: Vzkřikl sinus na své koně: "Protilehlá ku přeponě!" Kosinus řval na koně: "Přilehlá ku přeponě!"
- sinus = protilehlá ku přeponě, kosinus = přilehlá ku přeponě (podle první samohlásky, ale naopak)
- sinus je kratší slovo, kompenzuje proto svou délku stranou dál od přepony (protilehlou). Cosinus je delší slovo, proto mu stačí strana blíž přeponě (přilehlá).
- Sinová věta: Řekni, milý Jakube, čemu rovno a ku b; sinová to praví věta: sinus alfa ku sinus beta.
- Pořadí indexů v matici: nejprve jdeme dolů potom doprava, kreslíme písmeno L jako Lineární algebra
- Prvních šest číslic odmocniny ze dvou – 1.41421 – Čtrnáct dní, čtrnáct dní, tři neděle.

#### Informatika
- „Příliš žluťoučký kůň úpěl ďábelské ódy“ – věta obsahuje všechny znaky s diakritickým znaménkem v českém jazyce
- „The quick brown fox jumps over lazy dog“ – anglická věta používaná pro testovaní psacích strojů (obsahuje všechny znaky anglické abecedy)
- „Victor jagt zwölf Boxkämpfer quer über den Sylter Deich“ – němčina se všemi přehláskami
- „Portez ce vieux whisky au juge blond qui fume“ – francouzština
- „El veloz murciélago hindú comía feliz cardillo y kiwi. La cigüeña tocaba el saxofón detrás del palenque de paja.“ – španělština
- "Päťtýždňové vĺčatá nervózne štekajú na môjho ďatľa v tŕní." – slovenština
- „desetčísel“ – řetězec dlouhý deset znaků
- „Please Do Not Throw Sausage Pizza Away“ – věta slouží k zapamatování pořadí vrstev v síťovém modelu OSI/ISO (Physical, Data Link, Network, Transport, Session, Presentation, Application). Taktéž pozpátku "Ani Pěkná Slečna Ti Nevynahradí Drahý Počítač" či „All Prostitutes Seem To Need Deep Penetration“.

#### Teologie
- Mořské rostliny raší si u zbloudilé bárky – Dary Ducha svatého: moudrost, rozum, rada, síla, umění, zbožnost, bázeň Boží.
- Lázně raději ponechej trpícímu Lazarovi, dostane  se ti věčnosti – Ovoce Ducha svatého: láska, radost, pokoj, trpělivost, laskavost, dobrota, sebeovládání, tichost, věrnost.
- Bez opravy zatím nepůjde bránu zavírat – Hříchy proti Duchu svatému: Beznaděj, opovážlivost, zatvrzelost, nekající srdce, brojení proti poznané pravdě, závist vzhledem k Boží milosti.
- Rozlišení pojmů Fides qua a Fides quae: a jako akt – e jako evangelium. Tedy Fides qua je osobní akt víry, zatímco Fides quae je obsah víry.

### Další mnemotechnické pomůcky
- Typy krápníků: stalagMit: M znázorňuje dva krápníky rostoucí zespoda nahoru (ze zeMě); stalakTit: T znázorňuje krápník visící seshora dolů (ze sTropu); stalagnÁt: dlouhé Á znázorňuje dlouhý krápník odshora až dolů. Též: „Nepleť se mi stalagmite pod nohy, nebo ti stalaktit na hlavu hodím. Když tam budou dlouho stát, stane se z nich stalagnát.“
- Při výuce Morseovy abecedy – morseovky se ke každému písmenu přiřadí slovo začínající příslušným písmenem, přičemž slabiky slova délkou odpovídají tečkám a čárkám znaku – např. blýskavice → znak – · · · odpovídá písmenu B. Krátké slabiky (tečky), dlouhé slabiky (čárky): a – akát, b – blýskavice, c – cílovníci, d – dálava, e - erb, f – Filipíny, g – grónská zem, h – hrachovina, ch – chléb nám dává, i – ibis, j – jasmín bílý, k – krákorá, l – lupíneček, m – mává, n – národ, o – ó náš pán, p – papírníci, q – qvílí orkán, r – rarášek, s – sekera, t – tón, u – učený, v – vyučený, w – wagón klád, x – xénokratés, y – y se ztrácí, z – známá žena.
- Šetři se osle = 6 378 – Rovníkový poloměr planety Země v km.
- Kubo, hajdy pod koryto, jde Majka! – Souostroví Velké Antily (Kuba–Haiti–Portoriko–Jamajka).
- Superman helps every one. Velká jezera v Severní Americe (Hořejší (Superior), Michiganské, Huronské, Erijské, Ontario).
- Dobrý argument stojí za PRD (akrostich): splňuje požadavek pravdivosti, relevance a dostatečnosti.
- Dáma ctí barvu. – V počátečním rozestavení šachové partie stojí obě dámy na políčkách své barvy (bílá dáma na d1 – bílé pole, černá dáma na d8 – černé pole)..
- Kůň Lumík – figurka koně v šachách skáče (popř. bere) do L přes ostatní figurky.
- Počet dní v kalendářním měsíci: Levou ruku dej v pěst, prstem pravé přejížděj po hřbetě: klouby označují měsíce s 31 dny, ďolíky mezi nimi měsíce s méně dny (obvykle 30, únor 28–29 dní). Při přechodu z levé na pravou ruku se končí i začíná na kloubu (červenec i srpen mají oba 31 dní).
- Na kterou stranu se šroubuje – pravidlo pravé ruky: pokud natažený palec pravé ruky ukazuje směr kam chci matičku nebo šroubek posouvat, zbývající sevřené prsty naznačují směr, kterým musím otáčet. U levotočivých závitů (na vrtačce, mixéru apod.) je třeba použít levou ruku.
- Dub letní a dub zimní – Dub letní má kraťasy (a tudíž krátkou stopku listu = řapík), zatímco dub zimní má dlouhé nohavice (a dlouhou stopku).
- V Praze se často pletou Ječná a Žitná – dvě důležité ulice vedoucí obě z Karlova náměstí přibližně rovnoběžně vedle sebe. Mnemotechnická pomůcka je v Ječné jezdí tramvaje, .[2] (Alternativa: tramvaje jezdí v Ječné; Žitná – že nejede nebo Ječná jezdí, Žitná žádná, další humorná alternativa z dob Československé socialistické republiky oblíbená zejména mezi studenty: Lenin a koleje jsou věčný.).
- Čísla nouzového volání: 158 – policie (8 jako pouta), 150 – hasiči (0 kterak rybník, kapka vody či oheň), 155 – Ambulance (5 jako ambulantní vozíček nebo jako Asklépiův had, resp. když ve škole dostane někdo pětku, tak je to na ambulanci).
- Čísla nouzového volání – víme-li čísla 150, 155, 158 a je třeba je přiřadit: Nejdřív se hasí, pak se ošetřuje, až potom se vyšetřuje.
- Živý/fázový vodič v zásuvce: je to ten nebezpečný a je nalevo, stejně jako srdce, které může ohrozit/zastavit. Nebo říkankou: "Vlevo fáze, vpravo nulák, kdo to neví, ten je hlupák."
- SMART cíl – cíl v projektovém řízení nebo cíl osobního rozvoje má být Specific – konkrétní, Measurable – měřitelný, Achievable – dosažitelný, Relevant – odpovídající, Timed – termínovaný; smart = chytrý.
- Součástky vyhazovač a vytahovač nábojnic u palné zbraně mají podobné názvy i v angličtině: ejector a extractor. Extractor jako traktor, traktor tahá; tedy extractor je vytahovač.

#### Délka měsíců

Pomůcka s klouby prstů

Pro zapamatování počtu dní měsíců existuje jednoduchá pomůcka – zatnutím pěstí v obou rukách a jejich přiložení k sobě vzniknou pomyslné vrcholy a prohlubně, kde vrcholy všech kloubů symbolizují měsíc s 31 dny a prostory mezi klouby (prohlubně) symbolizují měsíc s 30 nebo 28/29 dny (u únoru). Měsíce se vyjmenovávají zleva, takže:
1. Leden – 31 dní, protože je to vrchol kloubu levého malíčku
2. Únor – méně než 31 dní (28/29), protože je to mezera mezi klouby levého malíčku a prsteníku
3. Březen – 31 dní, protože je to vrchol kloubu levého prsteníku
4. Duben – 30 dní, protože je to mezera mezi klouby levého prsteníku a prostředníku
5. Květen – 31 dní, protože je to vrchol kloubu levého prostředníku
6. Červen – 30 dní, protože je to mezera mezi klouby levého prostředníku a ukazováku
7. Červenec – 31 dní, protože je to vrchol kloubu levého ukazováku
8. Srpen – 31 dní, protože je to vrchol kloubu pravého ukazováku
9. Září – 30 dní, protože je to mezera mezi klouby pravého ukazováku a prostředníku
10. Říjen – 31 dní, protože je to vrchol kloubu pravého prostředníku
11. Listopad – 30 dní, protože je to mezera mezi klouby pravého prostředníku a prsteníku
12. Prosinec – 31 dní, protože je to vrchol kloubu pravého prsteníku